# Agaricus bohusii
Espèce
Agaricus bohusii est un champignon basidiomycète du genre Agaricus et de la famille des Agaricaceae.